# تنظيم سري

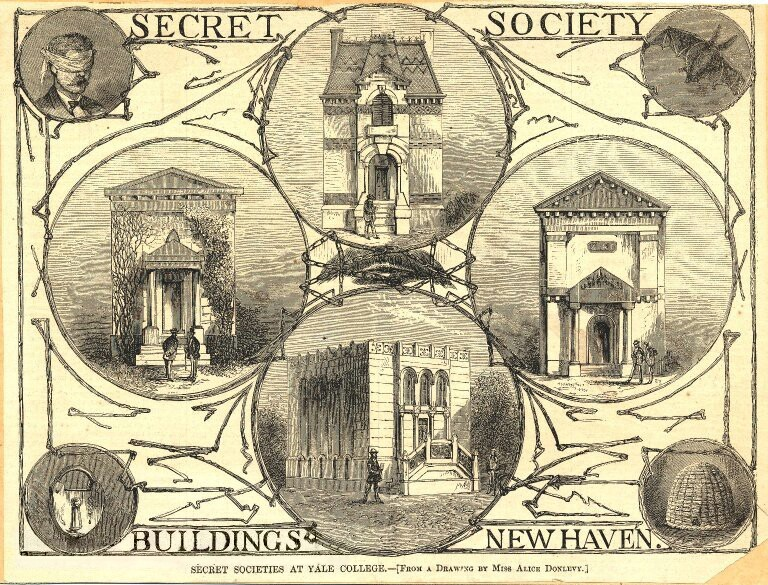

التنظيمات السرية جماعات تتخذ طابع تنظيمى في الغالب لها اتجاهات سياسية أو دينية يرفضها المجتمع أو القوى السياسية الغالبة لذلك تتخذ من السرية طابعا لها تواجه بها هجوم الضد عليها وتنتج في الغالب كرد فعل للآتى السلطوية والديكتاتورية الشديدة والفساد.

## تعريفات
تُعد الشروط الضرورية لوصف مجموعة بأنها تنظيم سري موضع خلاف، لكن التعاريف تتوقف، على نحو عام، على مدى إصرار المنظمة على السرية، وقد تشمل الاحتفاظ بالمعارف السرية ونقلها، وإنكار العضوية أو إنكار المعرفة بما يخص المجموعة، وإقامة روابط شخصية بين أعضاء المنظمة، واستخدام العادات أو الطقوس السرية التي توطد تماسك أعضاء المجموعة.
ترابطت التنظيمات السرية ترابطًا عميقًا، من الناحيتين الأنثروبولوجية والتاريخية، بمفهوم جمعية الرجال، أي «الفرقة المحاربة» أو «التنظيم المحارب» التابع لثقافات ما قبل الحداثة.
اقتُرحت «شجرة عائلة مفترضة للتنظيمات السرية»، رغم أنها قد لا تكون شاملة.
يعرّف آلان أكسلرود، مؤلف الموسوعة الدولية للتنظيمات السرية والأخوية، التنظيم السري على أنه منظمة:
- حصرية
- تدعي امتلاك أسرار خاصة
- تظهر ميلًا قويًا إلى محاباة أعضائها

قدّم المؤرخ ريتشارد بي. سبنس من جامعة ايداهو تعريفًا مشابهًا ذا ثلاث محاور:
- لا يكون وجود الجماعة في العادة سريًا، ولكن بعض المعتقدات أو الممارسات تُخفى عن الجمهور وتتطلب تعهدًا بالسرية لمعرفتها.
- تتعهد المجموعة بوضع أو معرفة عليا للأعضاء.
- عضوية الجماعة مقيدة إلى حد ما، على سبيل المثال: تبعًا للعرق أو الجنس أو الانتماء الديني أو تبعًا للدعوة بالانضمام فقط.

يقترح سبنس أيضًا فئة فرعية من «تنظيمات النخبة السرية» (تتألف من أشخاص ذوي دخل مرتفع أو ذوي نفوذ اجتماعي)، ويشير إلى أن التنظيمات السرية تميل على نحو متكرر، إن لم يكن على نحو عام وشامل، نحو الشقاقات والاقتتال الداخلي والادعاء بأن أصولها أقدم مما يمكن توثيقه على نحو موثوق.
استخدم ديفيد في. باريت، مؤلف كتاب التنظيمات السرية: من القديم والغامض إلى الحديث والسري، مصطلحات بديلة لتعريف ما يصنف التنظيم السري. عرّفها بأنها أي جماعة تتسم بالخصائص التالية:
- لديها «تعاليم متدرجة ومتقدمة»
- التعاليم «متاحة فقط لأفراد مختارين»
- تفضي التعاليم إلى «حقائق مخفية (وفريدة)»
- تجلب الحقائق «المنافع الشخصية بعيدة المنال وتجلب الفهم لغير المطلعين»

يضيف باريت «إحدى السمات الأخرى المشتركة بين معظم هؤلاء الأشخاص هي ممارسة الطقوس التي لا يُسمح لغير الأعضاء أن يمارسوها، أو حتى معرفة وجودها». يستبعد تعريف باريت العديد من المنظمات الموصوفة بالتنظيمات السرية، فالتعاليم المتدرجة لا تشكل عادة جزءًا من أخويات الكليات الأميركية، أو تنظيم كاربونيريا، أو حزب لا أدري النشط في القرن التاسع عشر.
يقول المؤرخ جاسبر ريدلي أن الماسونية هي «أقوى تنظيم سري في العالم».

## المجالات

### السياسة
بما أن بعض التنظيمات السرية لها أهداف سياسية، فهي غير شرعية في عدة بلدان. تحظر إيطاليا (دستور إيطاليا، الباب 2، المواد 13-28) ودستور بولندا، على سبيل المثال، الأحزاب السياسية والمنظمات السياسية السرية.

### شبكة الإنترنت
في حين كان وجودها متوقعًا لسنوات، أصبحت التنظيمات السرية على شبكة الإنترنت معروفة لأول مرة للجمهور في عام 2012، عندما بدأ التنظيم السري المعروف باسم سيكادا 3301 في تجنيد الناس عبر الألغاز على شبكة الإنترنت. ما زالت أهداف التنظيم غير معروفة، ولكن يعتقد أنها تعمل في مجال التشفير ومجال العملات المشفرة.